# 大畈乡
大畈乡，中华人民共和国浙江省金华市浦江县下辖的一个乡。

## 行政区划
下辖以下地区：
清溪村、廊下村、建明村、建光村、黄坛村、夏明村、湃桥村、前丰村、明丰村、黄丰村、三元村、山丰村、栏丰村、玉山村和海红村。